# Gérard Xuriguera
Gérard Xuriguera est un critique et historien de l'art, né le 1er août 1936 à Barcelone (Espagne). Il est l'auteur de nombreux ouvrages de référence sur l'art contemporain et de plus d'une centaine de monographies. Il a publié environ 140 livres, 2000 articles et plus de 1000 préfaces. Il est également l'organisateur d'un très grand nombre d'expositions, conférencier, président de plusieurs biennales et créateur de collections de peintures pour des musées à travers le monde. Il est l'initiateur du plus grand nombre de parc de sculptures dans le monde[à vérifier], environ une trentaine. Il est notamment le commissaire général de l'Olympiade des Arts de Séoul en 1988 et commissaire de Madrid Capitale Européenne de la culture en 1992. Au cours de sa carrière il collabore avec de nombreux artistes.

## Biographie
Il est le fils de l'écrivain, essayiste et homme politique important pendant la république, Ramon Xuriguera. Son père fut notamment connu pour avoir écrit nombre livres romans et essais. Après la guerre d'Espagne, il a été le premier à traduire en Catalan des ouvrages de Jean Cocteau, Gustave Flaubert, Jean-Paul Sartre, Simone de Beauvoir... et a consacré un livre à Goya, Peintre du peuple, collaboré à beaucoup de revues internationales, créé une émission culturelle à radio France en Catalan, et créé également l'omnium culturel catalan. Sa mère, Henriette Guitard, est française.
À partir de 1968, Gérard Xuriguera travaille au ministère de la Jeunesse et des Sports comme conseiller d'éducation populaire et là il commence à monter des expositions dans les maisons de la culture les musées municipaux et les Centres Culturels.
Il expose par exemple Etienne Martin, Saura, Émile Gilioli, Apel.les Fenosa, Charles Lapicque, Roy Adzak, Pelayo, Goetz, Gérard Schneider... pendant 15 ans, dont le point de départ était la MJC les Hauts de Belleville, située dans le XXe arrondissement de Paris. Ce centre culturel deviendra rapidement un lieu d'expositions recherché, de débats et de rencontres réputé, dans les années 1970 et 1980. Il fait circuler ses expositions dans toute la France.
Gérard Xuriguera a collaboré à une trentaine des magazines comme CIMAL dont il a été l'un des fondateurs. Il fut le président de plusieurs biennales (Le Caire, Dakar, Dubai...) et a créé de collections de livres d'art et des collectifs de peintures dans les musées en France, au Mexique, en Espagne, à Taiwan, au Bangladesh...
Gérard Xuriguera est connu pour son engagement en direction de la sculpture monumentale, notamment en Corée du Sud et à Taiwan, avec des artistes tels que Dani Karavan, Julio Le Parc, Carlos Cruz Diez, Guy de Rougemont, Mauro Staccioli, Dennis Oppenheim, Satoru Satō. Dani Karavan dira de lui : « Il est un pionnier dans l’organisation des Symposiums de sculptures, Symposiums qu'il organise dans des pays où l'art contemporain est totalement ignoré, méconnu et où il ne serait jamais parvenu sans son implication. »
Il organise donc des Symposiums à travers le monde, par exemple en Corée du Sud, à Taiwan,au Japon, en Équateur, au Portugal, en Espagne, au Maroc, en France, en Grèces, aux Antilles... Xuriguera est également le créateur en France des expositions itinérantes auxquelles 60 villes ont participé de 1971 à 1984.
Acteur majeur de la promotion de l'art asiatique, il l'est aussi de l'art en Amérique latine. Très lié à  Pierre Restany, il a signé avec lui de nombreux livres, préfaces et voyagé dans le monde. Parmi quelques écrivains notoires il a collaboré  aussi avec Louis Aragon, ou encore Eugène Guillevic... Il est également considéré comme un expert de la peinture espagnole, à propos de laquelle il a rédigé en 1974, un livre somme: Les peintures espagnols de l'école de Paris au vingtième siècle. Il est aussi l'auteur d'un ouvrage de référence sur le surréaliste canarien Óscar Domínguez et de tant d'autres livres sur l'art contemporain.
Gérard Xuriguera organise des expositions avec la CFDT pendant 20 ans, présentant ainsi le travail de Soulages, Cruz-Diez, LeParc, Soto et de bien d'autres, de 1970 à 1990.
Il consacre en 1972 son premier livre aux artistes espagnols réfugiés à Paris aux Éditions ARTED.
- En 1999, la France lui consacre une exposition « Gérard Xuriguera, écrivain et critique d'art et ses amis écrivains, peintres et sculpteurs » réunissant à Châtenay-Malabry, des œuvres de Cruz-Diez, Mathieu, Soto, LeParc, Lindström et d'autres artistes célèbres.

En 2001, Gerard Xuriguera fait donation à  l'Arxiu Nacional de Catalunya (Archives nationales de Catalogne) des archives de son père Ramon Xuriguera.
En 2007, Nathalie Cottin lui dédie un livre Gérard Xuriguera, l'exception culturelle aux éditions toute latitude  et en 2014 sort sa biographie Un critique d'art en liberté aux éditions de Paris, Max Chaleil.

## Citations
« Gérard Xuriguera est sans doute l'écrivain qui connaît le mieux la peinture mondiale contemporaine et qui en a parlé avec l'objectivité la plus totale, qu'il s'agisse de figuration ou d'abstraction. »

— Georges Mathieu

Gérard Xuriguera s'intéressa plus particulièrement à l'expressionnisme et à l'art construit : 

« Je demeurais un aficionado de la peinture, qui s'est vu entraîné vers les deux extrêmes, le chaud et le froid. Non pas l'abstraction lyrique et son pendant, l'abstraction froide. Mais l'expressionnisme, d'une part, et la peinture construite, d'autre part. Mon inclination pour cet art de l'excès, qu'est l'expressionnisme, était peut-être un résidu atavique de mes racines. De l'autre côté, l'être rationnel, que je suis aussi, était capté par la géométrie et ses dérivés. »

## Publications
- Avec Ionel Jianou et Aube Lardera: La sculpture moderne en France depuis 1950, Arted Editions d'Art, Paris, 1966. Réédité en 1982.
- Dix Peintres Espagnols de Paris, ARTED, Paris, 1972.
- Óscar Domínguez, éditions Filipacchi, 1973.
- Wifredo Lam, Filipacchi, Paris, 1974.
- Di Martino, éditions Pierre Belfond, coll. « Sculpteurs du », Paris, 1976.
- Guansé, Le Musée de poche, Paris, 1978.
- Avec Bernard Dorival, Jean Guichard-Meili, Guy Sautter, Gérard Gassiot-Talabot: Henri Goetz. Peinture, pastel, dessin, gravure. 1930-1980, La Nuova Foglio, Roma, 1981.
- Regard sur la peinture contemporaine, la création picturale de 1954 à 1983, Arted, 1983.
- Lindstrom: la fièvre et le feu, Monographies Cimal, Valencia, 1983.
- Les Années 50 : peintures, sculptures, témoignages, Arted, 1984.  (ISBN 2850670669).
- Les figurations de 1960 à nos jours, Editions Mayer, Paris, 1985.
- Avec Michel Ragon e Eugène Ionesco: Hommage a Gérard Schneider, Lorenzelli Arte, Milan, 1986.
- Maurice Rocher, Editions Mayer, Paris, 1987.
- Le dessin, l’aquarelle, le pastel d’aujourd’hui, Editions Mayer, 1988.
- Jean Arcelin, Bâle: Editions Glasnost, 1990.  (ISBN 2883720002).
- Con Louis Aragon, Pierre Restany, Alain Kleinmann: L'entrée des artistes, Barbizon, 1992.
- Avec Patrick Grainville: Georges Mathieu, Nouvelles Editions Françaises, 1993.  (ISBN 2707900338).
- Christoforou, Editions La Différence, 1993.
- Franck Duminil, Garnier Nocera Edition, 1994.
- Guy Ferrer, Garnier Nocera Edition, 1995.
- Henryk Bukowski, Editions du Musée d'histoire de la ville de Lodz, 1996.
- Michel Rovelas, Editions Garnier Nocera, 1996. OCLC 38250092.
- Blaise Patrix, in Demeures et châteaux, aprile.
- Benedito, Editions Garnier Nocera, ottobre 1997.  (ISBN 290977922X).
- Jean Campa, Fvw Editions, 2003.
- Con Pascal Bonafoux e Gérard Denizeau: A-Sun Wu, Acatos, 2003.  (ISBN 2940332002).
- Magni, Peintures, Sculptures & Humanobiles, Somogy Editions D'Art, 2005.  (ISBN 9782850563409).
- Regard sur la sculpture contemporaine, Fvw Editions, 2008.
- Con Luciano Caprile et Dino Carlesi: Rino Valido, Pittura come colore, Edizioni Le Mani, 2009,  (ISBN 9788880125204).
- Simona Ertan, Editions ICI Beaupréau, 2011 (texte du 1981).
- François Vigorie, Passeur de Lumière, Editions Le Livre d'Art, 2015,  (ISBN 9782355322273).